# Bataille navale dans le golfe de Naples
Bataille navale dans le golfe de Naples est un tableau peint par Pieter Bruegel l'Ancien en 1556. Il est conservé à la galerie Doria-Pamphilj à Rome. Comme son titre l'indique, il représente une bataille navale à l'entrée du port de Naples.

## Description
Cette vue du port de Naples n'a été exécutée qu'après le voyage du peintre en Italie. Mais si Brueghel s'est bien rendu sur place, il s'inspire ici de vues plus anciennes de la cité. La représentation de bateaux à voile répond à une mode de l'époque. On conserve plus d'une douzaine de gravures sur cuivre de moindre importance, presque entièrement couvertes de navires de guerre et de commerce, et mentionnant Brueghel comme le dessinateur. Pourtant le peintre n'a pas réalisé le moindre tableau figurant une bataille historique.